# Young County
Das Young County ist ein County im Bundesstaat Texas der Vereinigten Staaten. Das U.S. Census Bureau hat bei der Volkszählung 2020 eine Einwohnerzahl von 17.867 ermittelt. Der Verwaltungssitz (County Seat) ist Graham.

## Geographie
Das County liegt etwa 150 km nördlich des geographischen Zentrums von Texas und ist etwa 70 km von Oklahoma entfernt. Es hat eine Fläche von 2411 Quadratkilometern, wovon 22 Quadratkilometer Wasserfläche sind. Es grenzt im Uhrzeigersinn an folgende Countys: Archer County, Jack County, Palo Pinto County, Stephens County und Throckmorton County.

## Geschichte
Young County wurde 1856 aus Teilen des Bosque County und Fannin County gebildet. Benannt wurde es nach William Cocke Young, einem frühen Siedler, Staatsanwalt, Sheriff und texanischer Kommandeur zweier Regimenter im amerikanisch-mexikanischen Krieg und im amerikanischen Bürgerkrieg.

## Demografische Daten

Alterspyramide des Young County

Nach der Volkszählung im Jahr 2000 lebten im Young County 17.943 Menschen in 7.167 Haushalten und 5.081 Familien. Die Bevölkerungsdichte betrug 8 Einwohner pro Quadratkilometer. Ethnisch betrachtet setzte sich die Bevölkerung zusammen aus 90,98 Prozent Weißen, 1,21 Prozent Afroamerikanern, 0,64 Prozent amerikanischen Ureinwohnern, 0,26 Prozent Asiaten, 0,04 Prozent Bewohnern aus dem pazifischen Inselraum und 5,28 Prozent aus anderen ethnischen Gruppen; 1,58 Prozent stammten von zwei oder mehr Ethnien ab. 10,62 Prozent der Einwohner waren spanischer oder lateinamerikanischer Abstammung.
Von den 7.167 Haushalten hatten 30,8 Prozent Kinder oder Jugendliche, die mit ihnen zusammen lebten. 58,0 Prozent waren verheiratete, zusammenlebende Paare 9,4 Prozent waren allein erziehende Mütter und 29,1 Prozent waren keine Familien. 26,3 Prozent waren Singlehaushalte und in 14,3 Prozent lebten Menschen im Alter von 65 Jahren oder darüber. Die durchschnittliche Haushaltsgröße betrug 2,45 und die durchschnittliche Familiengröße betrug 2,94 Personen.
25,0 Prozent der Bevölkerung war unter 18 Jahre alt, 7,0 Prozent zwischen 18 und 24, 24,7 Prozent zwischen 25 und 44, 23,6 Prozent zwischen 45 und 64 und 19,7 Prozent waren 65 Jahre alt oder älter. Das Durchschnittsalter betrug 41 Jahre. Auf 100 weibliche Personen kamen 91,6 männliche Personen und auf 100 Frauen im Alter von 18 Jahren oder darüber kamen 86,7 Männer.
Das jährliche Durchschnittseinkommen eines Haushalts betrug 30.499 USD, das Durchschnittseinkommen einer Familie betrug 36.698 USD. Männer hatten ein Durchschnittseinkommen von 30.257 USD, Frauen 19.441 USD. Das Prokopfeinkommen betrug 16.710 USD. 12,0 Prozent der Familien und 15,7 Prozent der Einwohner lebten unterhalb der Armutsgrenze.

## Städte und Gemeinden
| - Elbert - Eliasville | - Graham - Loving | - Newcastle - Olney | - South Bend |